# Danh sách câu lạc bộ bóng đá ở Niue
Đây là danh sách các câu lạc bộ bóng đá ở Niue.
- Alofi FC
- Alofi Canon
- Ava
- Avatele
- Combine Brothers
- Cool and The Gang
- Hakapaka
- Hakupu
- Lakepa
- Liku
- Makefu
- Muta
- Mutalau
- Talava
- Tamakakautonga
- Tuapa
- Vaiea

Bản mẫu:Bóng đá Niue